# Kovk (gmina Ajdovščina)
Kovk – miejscowość w Słowenii w gminie Ajdovščina.